# Мосбах (Верхняя Австрия)
Мосбах (нем. Moosbach (Oberösterreich)) — коммуна (нем. Gemeinde) в Австрии, в федеральной земле Верхняя Австрия.
Входит в состав округа Браунау-на-Инне.  Население составляет 918 человек (на 31 декабря 2005 года). Занимает площадь 19,09 км².

## Политическая ситуация
Бургомистр коммуны — Йохан Шарф (АПС) по результатам выборов 2003 года.
Совет представителей коммуны (нем. Gemeinderat) состоит из 13 мест.
- АНП занимает 6 мест.
- АПС занимает 5 мест.
- СДПА занимает 2 места.